# Rhyzelius
Rhyzelius var en svensk prästsläkt från Västergötland. En gren adlades 1751 med namnet Odencrantz.

## Personer med efternamnet Rhyzelius
- Andreas Olavi Rhyzelius (1677–1761), biskop, kyrkohistoriker
- Olavus Andreæ Rhyzelius (1640–1714), kyrkoherde
- Paul Rhyzelius, kyrkoherde och rektor